# Реализам (позориште)
Реализам био је позоришни правац у периоду од 1870. до 1960. године. Развио је низ драматичних и позоришних конвенција са циљем подизања вриједности стварног живота текстовима и наступу. Као дио ширег покрета дијелио је многе стилске изборе са натурализмом, укључујући фокусирање на свакодневну животну драму (најчешће средње класе), обичне говоре и једноставне глумачке поставке. Разлике између ова два правца најпримећеније су код избора ликова: код натурализма постоји увјерење у укупну снагу спољних сила над унутрашњим одлукама, док реализам тврди да појединац има моћ у избору.